# Эррат, Кристина
Кристина Эррат (нем. Christine Errath; род. 29 декабря 1956 г.) — немецкая фигуристка, выступавшая одиночном катании за ГДР (Восточная Германия). Бронзовая медалистка Олимпийских игр 1976 года. Родилась в Берлине, тренировалась на катке «SC Dynamo Berlin».
Наиболее сильно Эррат выступала в произвольной программе. Изменения в правилах фигурного катания, в 1972 году уменьшившие важность обязательных фигур, помогли этой спортсменке. Она была чемпионкой мира в 1974 году, трёхкратной чемпионкой Европы, двукратной победительницей национального чемпионата.
На Олимпиаде-1976 Эррат трижды заходила на тройной тулуп, первый раз сделала два оборота, два других были в три оборота, но с помарками.
Кристина Эррат была замужем за восточногерманским теннисистом Ульрихом Треттином (Ulrich Trettin). У пары есть двое детей, Дженни и Маркус. Брак, однако, распался. В 2006 году она вышла замуж за стоматолога Пауля Штюбер и носит двойную фамилию Штюбер-Эррат.
После окончания спортивной карьеры училась немецкой филологии, работала сначала на детском телевидении ГДР в Берлин-Адлерсхофе. Потом работала на телевизионной станции MDR и вела популярное в Германии шоу вместе с известным телеведущим Хансом-Иоахимом Вольфрамом (Hans-Joachim Wolfram).
В 2007 году Кристина закончила свою телевизионную работу по личным причинам.
В марте 2010 года она опубликовала книгу Die Pirouettenkönigin («Королева пируэтов»).

## Достижения
| Соревнования            | 1969 | 1970 | 1971 | 1972 | 1973 | 1974 | 1975 | 1976 |
| ----------------------- | ---- | ---- | ---- | ---- | ---- | ---- | ---- | ---- |
| Зимние Олимпийские игры |      |      |      | 8    |      |      |      | 3    |
| Чемпионаты мира         |      |      | 9    | 10   | 3    | 1    | 3    | 2    |
| Чемпионаты Европы       | 18   |      | 7    | 5    | 1    | 1    | 1    | 3    |
| Чемпионаты ГДР          | 3    | 3    | 2    | 2    | 2    | 1    | 1    |      |